# (816688) 2011 SC191
(816688) 2011 SC191 est un petit astéroïde troyen de Mars, en orbite près du point L5 du couple Soleil-Mars (60 degrés en arrière de Mars sur son orbite). Il a été découvert en 2003, a été perdu et redécouvert en 2011. Il fait partie de la famille d'Eurêka.